# Barthélemy Faujas de Saint-Fond
Barthélemy Faujas de Saint-Fond, född 17 maj 1741 i Montélimar, död där 18 juli 1819, var en fransk geolog.
Samtidigt som Faujas de Saint-Fond från 1765 var verksam vid Muséum d’histoire naturelle i Paris, företog han som franske kungens gruvkommissarie (Commissaire du roi pour les mines) geologiska studieresor till England, Nederländerna, Tyskland, Böhmen och Italien. År 1793 anställdes han vid nämnda museum som Frankrikes förste professor i geologi. Han är främst känd som vulkanforskare.